# Rialto (Italia)
Rialto ( Riätu o Riato in ligure) è un comune italiano sparso di 537 abitanti della provincia di Savona in Liguria.

## Geografia fisica

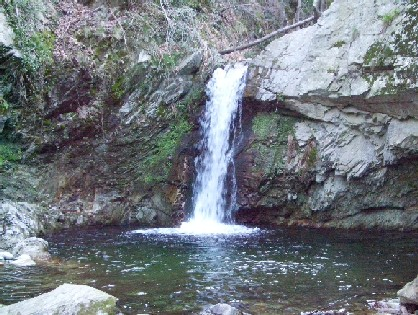
Il torrente Pora

Il comune è situato nell'entroterra di Finale Ligure, nell'alta valle del torrente Pora. Le borgate di mezzacosta sono disposte sul versante orografico sinistro, circondate da una campagna prevalentemente coltivata a oliveto e a vigneto. A quote superiori il territorio di Rialto è ricoperto da ampie zone boschive, che raggiungono e superano il crinale. Tra le vette della zona il Bric Gettina (1.025 m s.l.m.) ove anticamente si aprivano le miniere (ora abbandonate) di galena argentifera: le miniere del Porrino (Purin nel dialetto locale), già sfruttate nel periodo feudale dai marchesi Del Carretto per ricavarne l'argento.
Sempre nell'area rialtese, a Pian dei Corsi, è presente un vivaio forestale regionale inizialmente gestito dall'ex comunità montana Pollupice. Esteso per circa 5 ettari, ubicato presso la vetta omonima a 855 m s.l.m., è gestito provvisoriamente dall'ente comunale.

## Storia
Secondo alcuni studi il toponimo deriverebbe dal nome Riatu o ancora da Rialtus, ossia torrente che nasce dall'alto, forse in riferimento al torrente Pora che qui scorre.
Il paese appartenne a Bonifacio del Vasto nel 1091 e venne successivamente ereditato dalla famiglia feudale Del Carretto, divenendo territorio del marchesato di Finale.
Ne seguì quindi le vicende storiche del marchesato finalese e quindi fu sotto il dominio della Spagna dal 1601 al 1707 e, dopo una breve parentesi come feudo del Sacro Romano Impero, dal 1713 territorio della Repubblica di Genova sotto giurisdizione della podesteria finalese.
Con la dominazione francese di Napoleone Bonaparte il territorio di Rialto rientrò dal 2 dicembre 1797 nel Dipartimento del Letimbro, con capoluogo Savona, all'interno della Repubblica Ligure. Dal 28 aprile 1798 con i nuovi ordinamenti francesi, fece parte del I Cantone, capoluogo Finale, della Giurisdizione delle Arene Candide e dal 1803 centro principale del V Cantone delle Arene Candide nella Giurisdizione di Colombo. Annesso al Primo Impero francese dal 13 giugno 1805 al 1814 venne inserito nel Dipartimento di Montenotte.
Nel 1815 fu inglobato nella provincia di Albenga del Regno di Sardegna, così come stabilì il Congresso di Vienna del 1814, e successivamente nel Regno d'Italia dal 1861. Dal 1859 al 1927 il territorio fu compreso nel IV mandamento di Finalborgo del circondario di Albenga facente parte della provincia di Genova; nel 1927 con la soppressione del circondario ingauno passò, per pochi mesi, nel circondario di Savona e, infine, sotto la neo costituita provincia di Savona.
Settantadue furono i soldati rialtesi partiti per il fronte nella prima guerra mondiale, mentre nelle fasi conclusive del secondo conflitto bellico anche questo piccolo comune montano dovette subire rastrellamenti (il primo è datato al 13 luglio 1944) da parte dei soldati tedeschi e fascisti per i sempre più numerosi movimenti partigiani in loco (Distaccamento "Rabagliati" al comando di Genesio Rosolino, un pescatore di Oneglia) e nella valle. Un fatto relativo di nota e tragico accadde il 2 febbraio 1945 quando due colonne della controbanda fascista, favoriti dalla neve, piombarono in piena notte nell'accampamento partigiano di Pian dei Corsi sparando all'impazzata tra le tende: si contarono 11 vittime, uno degli episodi più gravi dell'intera valle.
Dal 1973 al 31 dicembre 2008 ha fatto parte della Comunità montana Pollupice e, con le nuove disposizioni della Legge Regionale nº 24 del 4 luglio 2008, fino al 2011 della Comunità montana Ponente Savonese.

### Simboli
Stemma

## Monumenti e luoghi d'interesse

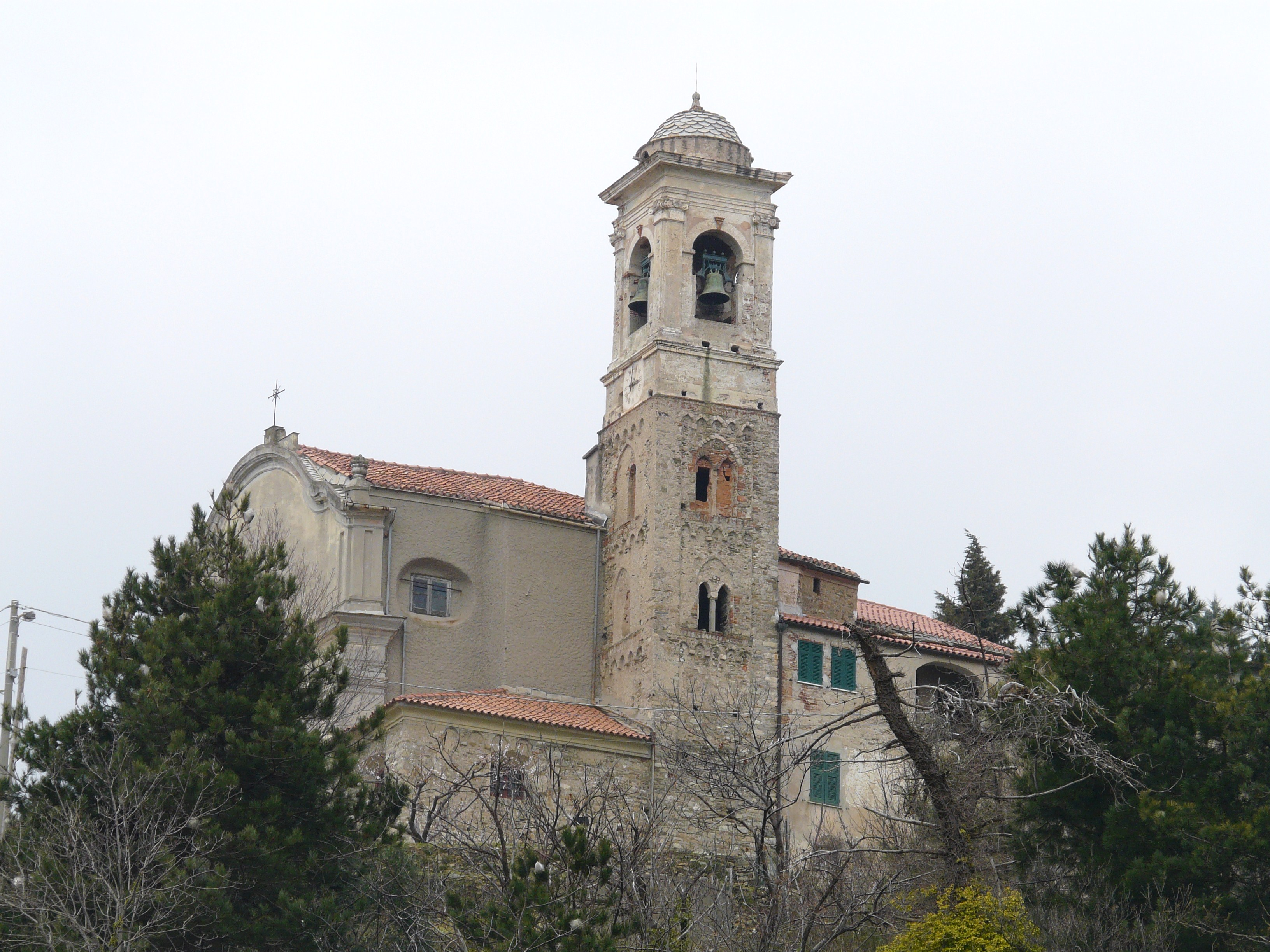
La chiesa parrocchiale di San Pietro a Rialto

### Architetture religiose
- Chiesa parrocchiale di San Pietro nel capoluogo. L'opera di costruzione originaria è risalente, secondo alcuni ritrovamenti, allo stile romanico[11]; tuttavia la sua prima citazione ufficiale risalirebbe al 1356[11]. All'interno è conservata una pregiata statua tardogotica. La struttura fu riedificata nel corso del XIV secolo[11].
- Oratorio dei Santi Sebastiano e Carlo nel capoluogo, riedificato nel 1754[11] su un precedente edificio religioso.
- Cappella di San Sebastiano nella località di Cà de Cain.
- Cappella di San Bernardo nella località di Cheirano.
- Cappella del Santissimo Nome di Maria (già di Santa Maria delle Rocche[11]) nella località di Chiazzari.
- Cappella di San Giovanni Evangelista nella località di Fugardi.
- Cappella della Madonna della Neve nella località di Melogno, del XVII secolo[11].
- Cappella di Nostra Signora della Consolazione (già di San Sebastiano[11]) nella località di Piazza Calvi.
- Cappella dell'Annunziata nella località di Scotti.
- Cappella del Santissimo Nome di Maria (già di San Bernardo[11]) nella località di Taglieto.
- Chiesa parrocchiale di San Lorenzo nella località di Vene.
- Oratorio di San Bernardo nella località di Vene, del 1727[11].

### Aree naturali
Tra i territori comunali di Rialto, Bardineto, Bormida, Boissano, Calizzano, Castelvecchio di Rocca Barbena, Giustenice, Loano, Magliolo, Osiglia, Pietra Ligure e Toirano è presente e preservato un sito di interesse comunitario, proposto dalla rete Natura 2000 della Liguria, per il suo particolare interesse naturale, faunistico e geologico. Il sito è collocato nell'area boschiva tra il monte Carmo di Loano e il monte Settepani in cui insistono foreste, praterie, versanti rupestri, cavità di interesse speleologico e formazioni carsiche; nella stessa area è presente la Foresta regionale della Borbottina. Oltre alle zone boschive comprensivi di faggi, pini silvestri e abeti bianchi, sono segnalate le presenze del rododendro, del ginepro nano del Bric dell'Agnellino, la campanula di Savona (Campanula sabatia), la genziana ligure (Gentiana ligustica), le orchidee, la primula marginata (Primula marginata), lo zafferano ligure (Crocus ligusticus) e l'arnica montana (Arnica montana). Tra le specie animali il pesce sanguinerola (Phoxinus phoxinus) e il gambero di fiume (Austropotamobius pallipes); tra i mammiferi il gatto selvatico (Felis silvestris) e alcuni rinolofi della specie dei chirotteri (Rhinolophus ferrumequinum, Rhinolophus euryale, Rhinolophus hipposideros).

## Società

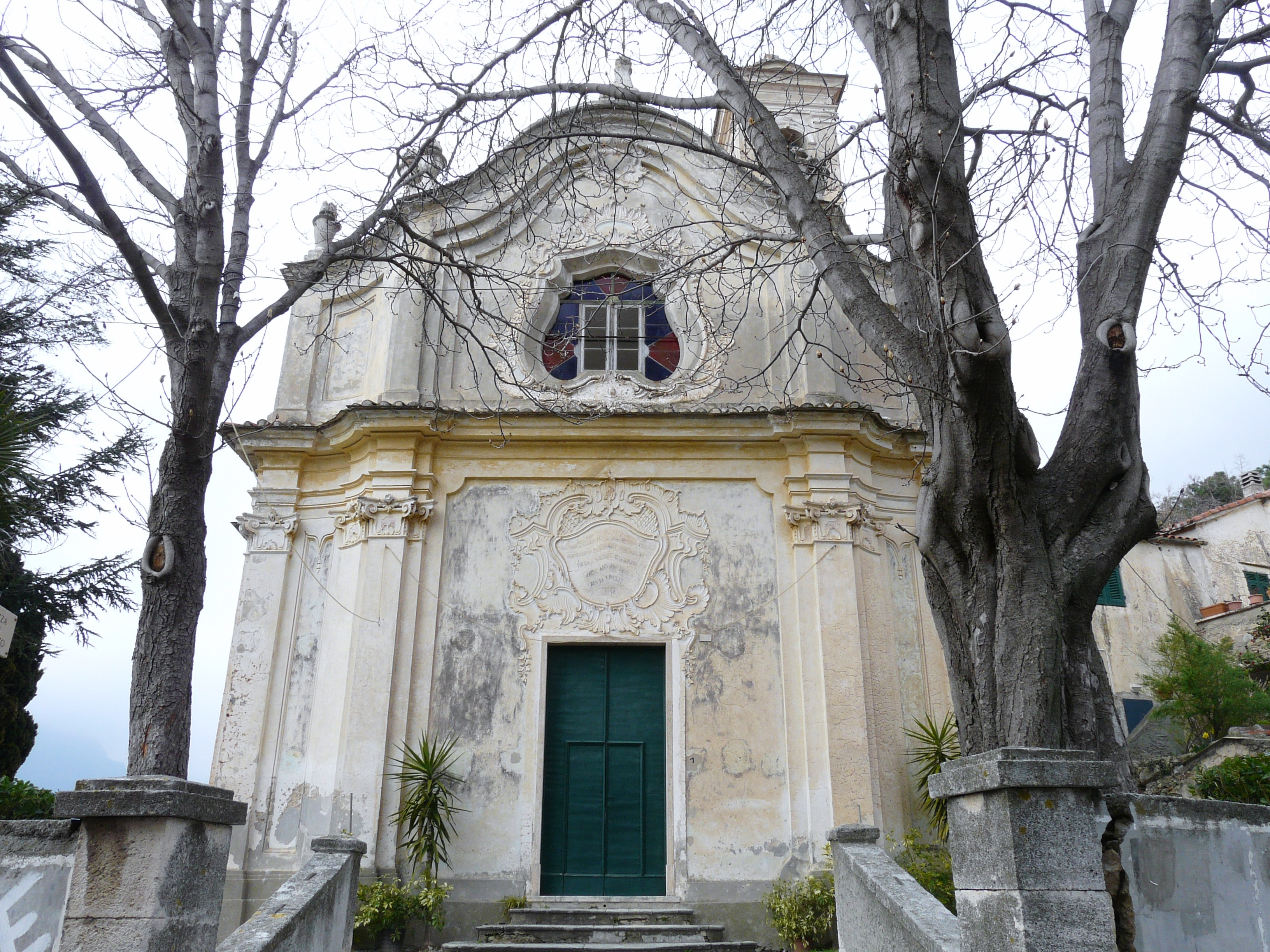
La chiesa parrocchiale di San Lorenzo a Vene

### Evoluzione demografica
Abitanti censiti

### Etnie e minoranze straniere
Secondo i dati Istat al 31 dicembre 2019, i cittadini stranieri residenti a Rialto sono 13.

## Cultura

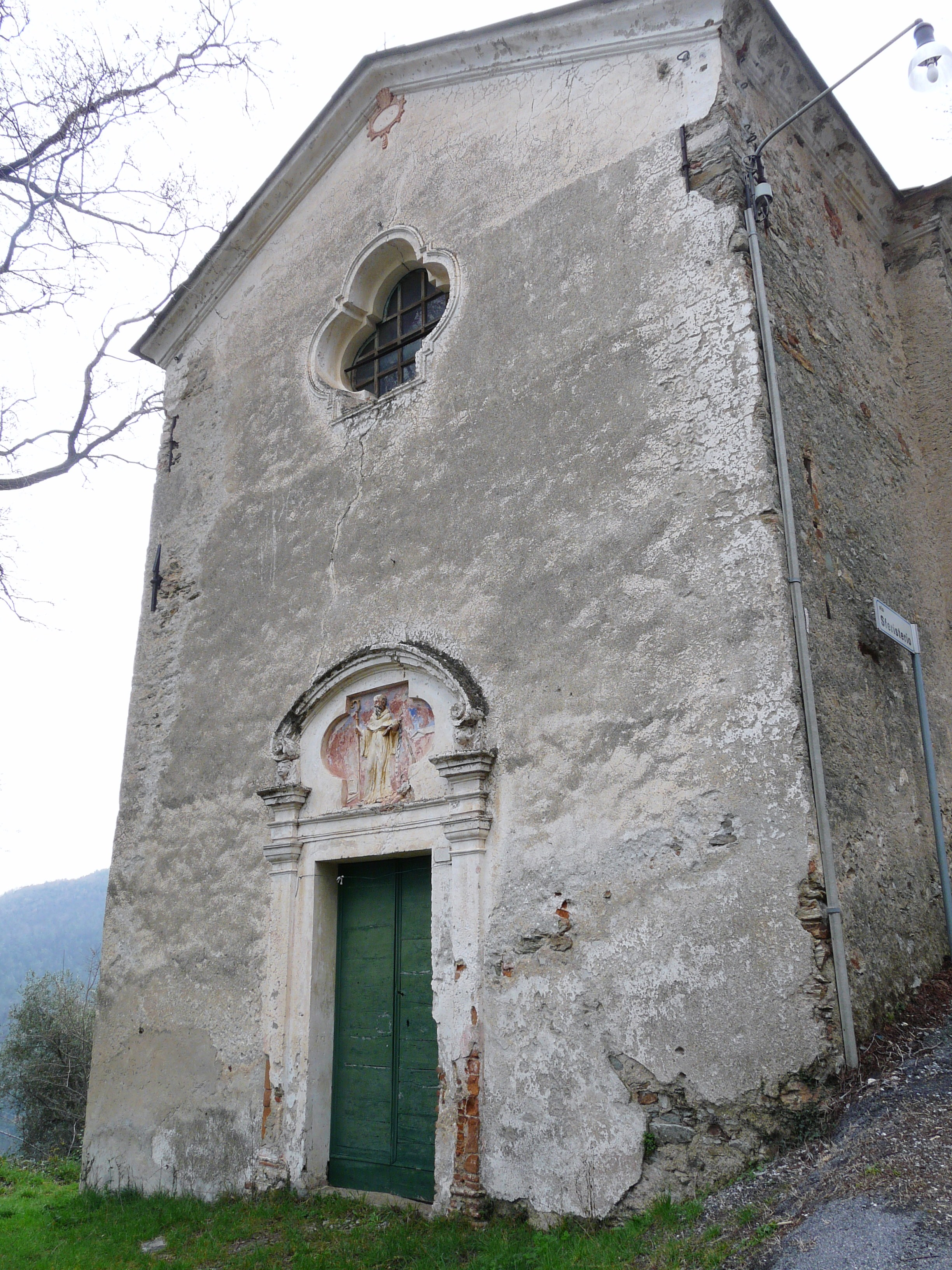
L'oratorio di San Bernardo

### Istruzione

#### Musei
- Museo della civiltà contadina.

## Geografia antropica
Il territorio è costituito da un insieme di nuclei abitati quali Annunziata, Berea, Bianchi, Calvi, Cheirano, Chiazzari, Mulino, Pian D'Arena, Piazza Vecchia, Vene e Villa per una superficie territoriale di 19,60 km².
Confina a nord con i comuni di Bormida e Calice Ligure, a sud con Magliolo, Tovo San Giacomo e Calice Ligure, ad ovest con Bormida e Magliolo, ad est con Calice Ligure.

## Economia
Il comune basa la sua principale risorsa economica sull'attività agricola, specie nella produzione di olio di oliva e vino. Altre attività sono la vendita di legname e la pastorizia.
Presso la località di Pian dei Corsi - già sede di un vivaio forestale regionale - è stato inaugurato il 30 ottobre 2010 un parco eolico (intitolato ad Andrea Quaglia, sindaco di Rialto scomparso nel 2007 e primo promotore dell'iniziativa ambientale) costituito da tre aerogeneratori da 800 kW ciascuno, montati su torri di 60 m, con pale del diametro di 52 m, per una produzione media annua stimata di 5304 MWh, pari al consumo di circa 1650 famiglie.

## Infrastrutture e trasporti

### Strade
Il territorio comunale di Rialto è raggiungibile dalla strada provinciale 17 che permette il collegamento viario con Calice Ligure; la stessa località diparte la provinciale 23 che, dopo aver attraversato a nord il comune rialtese, si innesta con la strada provinciale 490 del Colle del Melogno nell'omonima località.

### Mobilità urbana
Il comune di Rialto è servito dalla TPL che con i suoi autobus effettua un percorso ad anello nel paese.

## Amministrazione

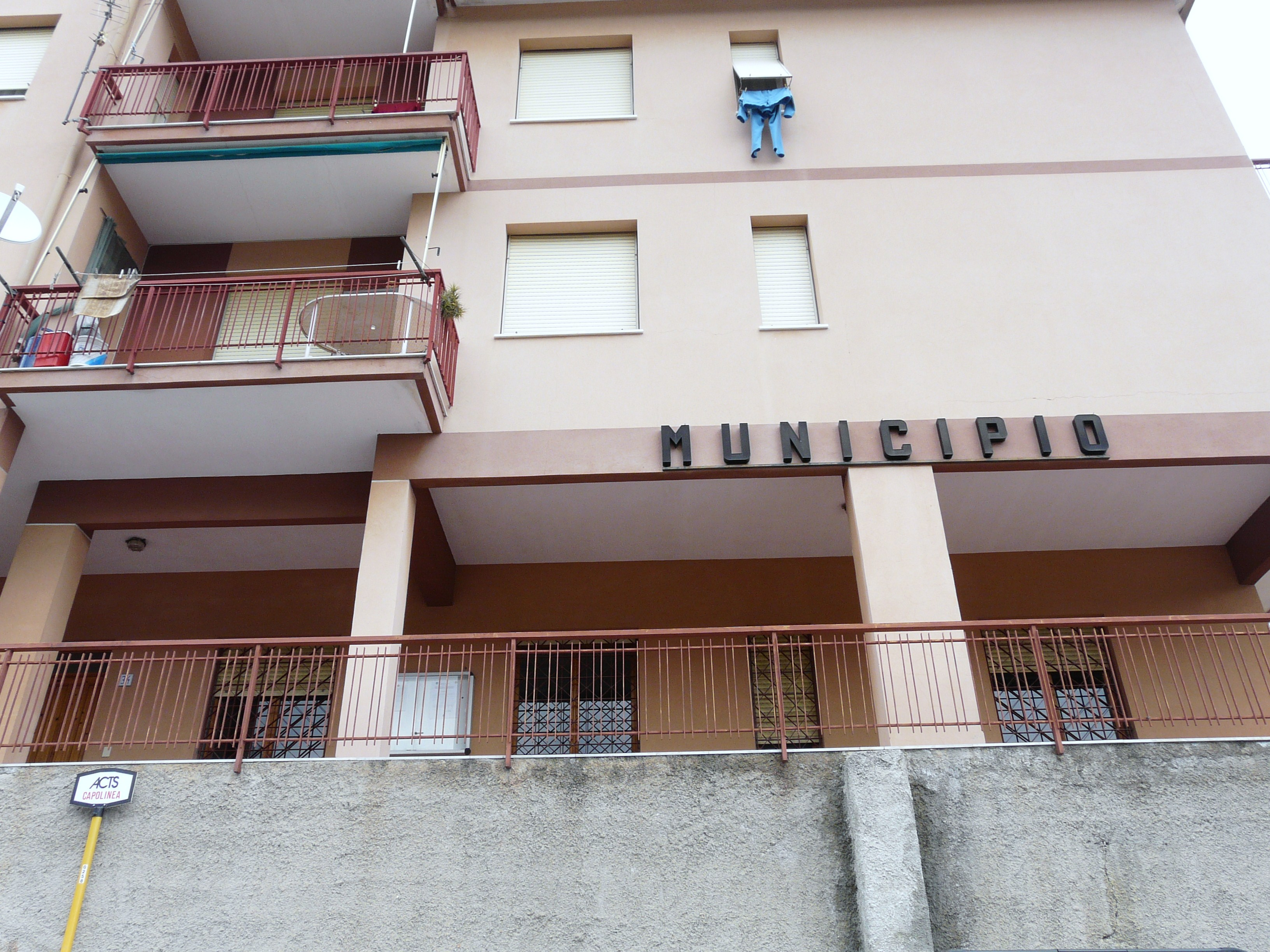
Il municipio

| Periodo        | Periodo        | Primo cittadino  | Partito                                            | Carica      | Note   |
| -------------- | -------------- | ---------------- | -------------------------------------------------- | ----------- | ------ |
| 30 maggio 1985 | 30 maggio 1990 | Marisa Brunetto  | Democrazia Cristiana                               | Sindaco     |        |
| 30 maggio 1990 | 24 aprile 1995 | Marisa Brunetto  | Democrazia Cristiana                               | Sindaco     |        |
| 24 aprile 1995 | 14 giugno 1999 | Marisa Brunetto  | Lista civica                                       | Sindaco     |        |
| 14 giugno 1999 | 14 giugno 2004 | Andrea Quaglia   | Rialto verso il 2000 (lista civica)                | Sindaco     |        |
| 14 giugno 2004 | 7 maggio 2007  | Andrea Quaglia   | Rialto verso il 2000 (lista civica)                | Sindaco     | [ 17 ] |
| 24 luglio 2007 | 14 aprile 2008 | Silvio Casanova  | Uniti per Rialto (lista civica)                    | Vicesindaco | [ 18 ] |
| 15 aprile 2008 | 27 maggio 2013 | Silvio Casanova  | Uniti per Rialto (lista civica)                    | Sindaco     |        |
| 13 giugno 2013 | 10 giugno 2018 | Silvio Casanova  | Uniti per Rialto (lista civica)                    | Sindaco     |        |
| 10 giugno 2018 | 15 maggio 2023 | Valentina Doglio | Per Rialto continuità e innovazione (lista civica) | Sindaco     |        |
| 15 maggio 2023 | in carica      | Valentina Doglio | Rialto passione comune (lista civica)              | Sindaco     |        |

### Gemellaggi
Rialto è gemellata con:
- Cauto Cristo[19]